# Acanthodactylus schreiberi
Acanthodactylus schreiberi (гребнепала ящірка Шрайбера) — вид ящірок родини ящіркових (Lacertidae). Мешкає на Близькому Сході. Вид названий на честь австрійського зоолога Егіда Шрайбера (1836-1913), автора Herpetologia Europaea (1875).

## Поширення і екологія
Гребнепалі ящірки Шрайбера мешкають в деяких прибережних районах Східного Середземномор'я — в прибережних районах і долинах річок на острові Кіпр (однак не в горах), в деяких прибережних районах південного Лівану (в районі Сайди і Сіра, раніше також в околицях Бейруту) та в прибережних районах Ізраїлю, спостерагілися в провінції Хатай на півдні Туреччини. Вони живуть на прибережних піщаних дюнах, трапляються в садах. Відкладають яйця, в кладці 4 яйця.

## Збереження
МСОП класифікує цей вид як такий, що перебуває під загрозою зникнення. Acanthodactylus schreiberi загрожує знищення природного середовища. Ящірка охороняється також в Європі і занесена до Додатку ІІІ Бернської конвенції (охоронна категорія: вид підлягає охороні).